# Стэффорд, Мишель
Мишель Стэффорд (англ. Michelle Stafford; род. 14 сентября 1965, Чикаго, Иллинойс) — американская актриса и бывшая модель.

## Жизнь и карьера
Мишель Стэффорд родилась в Чикаго, штат Иллинойс. Она работала фотомоделью в Европе, а в 1990 году дебютировала как актриса в телесериале «Племена». В 1994 году она получила свою самую известную роль — злодейки Филлис Саммерс в дневной мыльной опере «Молодые и дерзкие». Она покинула шоу в 1997 году чтобы перейти на регулярную работу в прайм-тайм и кино. В том же году она снялась в недолго просуществовавшем телесериале Аарона Спеллинга «Тихие палисады», а после была гостем в сериалах «Диагноз: убийство» и «Военно-юридическая служба» и появилась в фильме «Двойной просчёт».
В 2000 году, не сумев сделать успешную карьеру в прайм-тайм, Мишель Стэффорд вернулась в мыльную оперу «Молодые и дерзкие» и снималась в ней вплоть до середины 2013 года, объявив о своем уходе в мае.
Стэффорд выиграла две премии «Эмми» за свою работу в «Молодых и дерзких», в 1997 и 2004 годах, а также номинировалась в 1996, 2003, 2005, 2007, 2008, 2010, 2011 и 2013 годах. Она также получила три премии «Дайджеста мыльных опер» в категории «Лучшая злодейка».
После ухода из «Молодых и дерзких», Стэффорд выпустила свой собственный комедийный сериал «Проект Стэффорд». Спустя после года отдыха от мыльных опер, Стэффорд вернулась на телевидение с ролью вышедшей из двадцатилетней комы Нины Клэй в «Главный госпиталь».
У Мишель есть двое детей, рождённых при помощи суррогатной матери — дочь Наталия Скаут Ли Стэффорд (род.21.12.2009) и сын Джеймсон Джонс Ли Стэффорд (род.23.10.2015).

## Фильмография
- 1993 — Влияние плоти / Body of Influence
- 1994 — Успеть до полуночи / Another Midnight Run
- 1994 — Агентство моделей / Models Inc
- 1994—1997, 2000—2013 — Молодые и дерзкие / The Young and the Restless
- 1997 — Тихие палисады / Pacific Palisades
- 1998 — Игроки / Players
- 1998 — Два парня, девушка и пиццерия / Two Guys, a Girl and a Pizza Place
- 1999 — Диагноз: убийство / Diagnosis: Murder
- 1999 — Военно-юридическая служба / JAG
- 1999 — Двойной просчёт / Double Jeopardy
- 2000 — Влечение / Attraction
- 2001 — Фрейзер / Frasier
- 2002 — Справедливая Эми / Judging Amy
- 2002 — Безмолвное правосудие / Cottonmouth
- 2003 — Общество анонимных вампиров / Vampires Anonymous
- 2005 — Зачарованные / Charmed
- 2007 — Дочки — матери / Like Mother, Like Daughter
- 2008 — Ушедшие три дня / 3 Days Gone
- 2011 — Двойник / Ringer
- 2013 — Паркер / Parker
- 2013 — Проект Стэффорд / The Stafford Project
- 2014- наст. время — Главный госпиталь / General Hospital
- 2014 — / Earth Fall